# CONCACAF Champions Cup 1962
De CONCACAF Champions Cup 1962 was de eerste editie van dit voetbaltoernooi voor clubs dat door de CONCACAF werd georganiseerd.
Er namen acht clubs uit zeven landen (Costa Rica (2), El Salvador, Guatemala, Haïti, Honduras, México en de Nederlandse Antillen) aan deel. De eerste wedstrijd werd op 25 maart gespeeld. De laatste wedstrijd, de tweede finalewedstrijd, op 21 augustus.
De tweede vertegenwoordiger van Costa Rica, Alajuelense, nam deel als winnaar van het Championship of Central America and the Caribbean in 1961.

## Caribbean Zone
Eerste ronde
De wedstrijden werden op 8 en 15 april gespeeld.
| Team 1           | Tot. | Team 2       | 1e wedstr. | 2e wedstr. |
| ---------------- | ---- | ------------ | ---------- | ---------- |
| Étoile Haïtienne | 4-3  | RKVFC Sithoc | 3-2        | 1-1        |

* RKVFC Sithoc ging door naar de volgende ronde na terugtrekking van Étoile Haïtiene.

## Centraal Zone
Eerste ronde
De wedstrijden tussen Águila-Comunicaciones werden op 25 maart en 1 april gespeeld. Die tussen Olimpia-Alajuelense op 1 en 8 april.
| Team 1     | Tot. | Team 2             | 1e wedstr. | 2e wedstr. |
| ---------- | ---- | ------------------ | ---------- | ---------- |
| CD Águila  | 1-2  | CSD Comunicaciones | 1-1        | 0-1        |
| CD Olimpia | 1-2  | Alajuelense        | 0-1        | 1-1        |

Tweede ronde
De wedstrijden werden op 15 en 29 april gespeeld.
| Team 1             | Tot. | Team 2      | 1e wedstr. | 2e wedstr. |
| ------------------ | ---- | ----------- | ---------- | ---------- |
| CSD Comunicaciones | 5-4  | Alajuelense | 3-1        | 2-3        |

## Noord en Centraal zone
De wedstrijden werden op 29 april en 5 mei gespeeld.
Eerste ronde
| Team 1         | Tot. | Team 2       | 1e wedstr. | 2e wedstr. |
| -------------- | ---- | ------------ | ---------- | ---------- |
| CD Guadalajara | 5-0  | CS Herediano | 2-0        | 3-0        |

## Halve finale
De wedstrijden werden op 15 en 22 juli gespeeld, beide in Guatemala-Stad.
| Team 1             | Tot. | Team 2       | 1e wedstr. | 2e wedstr. |
| ------------------ | ---- | ------------ | ---------- | ---------- |
| CSD Comunicaciones | 3-1  | RKVFC Sithoc | 2-0        | 1-1        |

CD Guadalajara kreeg deze ronde vrijaf.

## Finale
De wedstrijden werden op 29 juli en 21 augustus gespeeld.
| Team 1             | Tot. | Team 2         | 1e wedstr. | 2e wedstr. |
| ------------------ | ---- | -------------- | ---------- | ---------- |
| CSD Comunicaciones | 0-6  | CD Guadalajara | 0-1        | 0-5        |

Champions Cup: 1962 · 1963 · 1964 · 1965 · 1967 · 1968 · 1969 · 1970 · 1971 · 1972 · 1973 · 1974 · 1975 · 1976 · 1977 · 1978 · 1979 · 1980 · 1981 · 1982 · 1983 · 1984 · 1985 · 1986 · 1987 · 1988 · 1989 · 1990 · 1991 · 1992 · 1993 · 1994 · 1995 · 1996 · 1997 · 1998 · 1999 · 2000 · 2002 · 2003 · 2004 · 2005 · 2006 · 2007 · 2008 

Champions League: 2008/09 · 2009/10 · 2010/11 · 2011/12 · 2012/13 · 2013/14 · 2014/15 · 2015/16 · 2016/17 · 2018 · 2019 · 2020 · 2021 · 2022 · 2023